# 米切尔·巴克
米切尔·巴克（荷蘭語：Mitchel Bakker；2000年6月20日—），是一名荷兰足球运动员，场上司职左后卫，現效力于意甲球队阿特蘭大，亦是荷兰U-21国家队队员之一。

## 俱乐部生涯

### 阿贾克斯
2018年9月26日，在阿贾克斯7-0横扫特沃弗的荷兰杯比赛中，巴克完成了职业生涯首秀。2018年10月31日，在阿贾克斯2-0完胜前进之鹰的杯赛比赛中，巴克完成了在一线队的第二次出场，这也是他最后一次为阿贾克斯披挂上阵。

### 巴黎圣日耳曼
2019年7月7日，巴克自由转会加盟法甲豪门巴黎圣日耳曼，与新东家签约四个赛季。2020年1月29日，在大巴黎2-0击败波城的法国杯比赛中，巴克于第72分钟时替补登场，完成了巴黎圣日耳曼首秀。2020年2月12日，在大巴黎6-1狂胜第戎的杯赛比赛中，他首次为球队首发出场。2020年2月15日，在巴黎圣日耳曼4-4战平亚眠的比赛中，巴克先发出战，完成了个人法甲首秀及首次联赛首发。
2020年6月15日，巴克被提名进入了2020年金童奖候选名单中，成为了100名候选人中的3名大巴黎球员中之一。2020年7月24日，在巴黎圣日耳曼1-0小胜圣埃蒂安的法国杯决赛中，巴克首发登场并踢满全场90分钟比赛。2020年7月31日，在巴黎圣日耳曼点球6-5击败里昂的法国联赛杯决赛中，巴克再次为球队打满全场。
2020年10月，巴克尔入选了《都灵体育报》的欧洲金童奖最终20人名单中。仅仅几天后，在巴黎圣日耳曼1-2不敌英超豪门曼彻斯特联的比赛中，巴克于第86分钟时替补登场，完成了个人欧冠首秀。

## 生涯数据

### 俱乐部
最後更新：2021年5月16日
| 俱乐部         | 赛季     | 联赛     | 联赛 | 联赛 | 杯赛 | 杯赛 | 欧战 | 欧战 | 其他 | 其他 | 合计 | 合计 |
| 俱乐部         | 赛季     | 联赛级别 | 出场 | 进球 | 出场 | 进球 | 出场 | 进球 | 出场 | 进球 | 出场 | 进球 |
| -------------- | -------- | -------- | ---- | ---- | ---- | ---- | ---- | ---- | ---- | ---- | ---- | ---- |
| 阿贾克斯预备队 | 2017–18  | 荷乙     | 15   | 0    | —    | —    | —    | —    | —    | —    | 15   | 0    |
| 阿贾克斯预备队 | 2018–19  | 荷乙     | 22   | 0    | —    | —    | —    | —    | —    | —    | 22   | 0    |
| 阿贾克斯预备队 | 合计     | 合计     | 37   | 0    | —    | —    | —    | —    | —    | —    | 37   | 0    |
| 阿贾克斯       | 2018–19  | 荷甲     | 0    | 0    | 2    | 0    | 0    | 0    | —    | —    | 2    | 0    |
| 巴黎圣日耳曼   | 2019–20  | 法甲     | 1    | 0    | 3    | 0    | 0    | 0    | 1    | 0    | 5    | 0    |
| 巴黎圣日耳曼   | 2020–21  | 法甲     | 26   | 0    | 4    | 0    | 10   | 0    | 0    | 0    | 40   | 0    |
| 巴黎圣日耳曼   | 合计     | 合计     | 27   | 0    | 7    | 0    | 10   | 0    | 1    | 0    | 45   | 0    |
| 生涯合计       | 生涯合计 | 生涯合计 | 64   | 0    | 9    | 0    | 10   | 0    | 1    | 0    | 84   | 0    |

1. ↑  在法国联赛杯中的出场
2. ↑  在欧冠中的出场

## 荣誉

### 俱乐部
阿贾克斯预备队
- 荷乙冠军：2017–18（英语：2017–18 Eerste Divisie）

阿贾克斯
- 荷兰杯冠军：2018–19（英语：2018–19 Eerste Divisie）

巴黎圣日耳曼
- 法甲冠军：2019–20[14]
- 法国杯冠军：2019–20（英语：2019–20 Coupe de France）、2020–21（英语：2020–21 Coupe de France）[15]
- 法国联赛杯冠军：2019–20（英语：2019–20 Coupe de la Ligue）[16]
- 法国超级杯冠军：2020[17]

 亞特蘭大
- 歐霸盃冠軍：2023-24